# Hans Beutz

Hans Beutz und Otto Suhr, 1954

Johannes „Hans“ Beutz (* 2. Oktober 1909 in Bant (Wilhelmshaven); † 8. Oktober 1997 in Aurich) war ein deutscher Verwaltungsbeamter und Politiker (SPD). Er gehörte zu den führenden Persönlichkeiten des Wiederaufbaus nach dem Zweiten Weltkrieg in Wilhelmshaven und Niedersachsen. Besondere Verdienste erwarb er sich in der Erwachsenenbildung in Niedersachsen sowie als letzter Regierungspräsident in Ostfriesland.

## Leben

### Frühe Jahre
Johannes Beutz kam am 2. Oktober 1909 in der oldenburgischen Gemeinde Bant bei Wilhelmshaven zur Welt. Er war evangelisch, sein Elternhaus geprägt von der Tätigkeit seines Vaters Wilhelm Beutz bei der Marinewerft und dessen Engagement in der Sozialdemokratischen Partei (SPD) bzw. in der Metallarbeitergewerkschaft. Nach der achtjährigen Volksschule begann Johannes „Hans“ Beutz am 1. April 1924 beim Stadtmagistrat Rüstringen/O. eine Ausbildung zum „Verwaltungsgehilfen“, die er 1927 erfolgreich abschloss. Der Besuch des Gymnasiums kam für ihn aus finanziellen Gründen nicht in Frage, an einer privaten Abendschule in Wilhelmshaven erwarb er jedoch während dieser Zeit auf eigene Kosten die Mittlere Reife (1928). Danach verließ Hans Beutz seine Heimatstadt und arbeitete 1928 bis 1933 als Sekretär in der Hauptverwaltung des „Zentralverbandes der Angestellten/Freie Deutsche Angestellten Gewerkschaft“ in Berlin, wo er sich in der Abteilung für Behördenangestellte, später in der Abteilung für Sozialversicherungsangestellte vor allem mit Tarifverträgen und Fragen der Sozialversicherung beschäftigte.

### Berlin

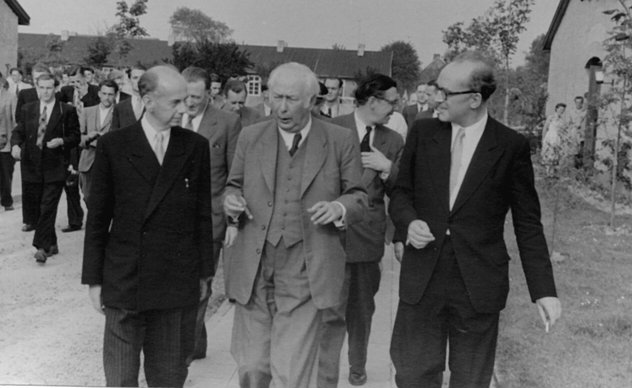
Hans Beutz und Theodor Heuss, 1952

Im Abendstudium besuchte Hans Beutz ab dem Sommersemester 1929 die „Deutsche Hochschule für Politik“ in Berlin. Diese Bildungseinrichtung im Gebäude der alten „Königlich-Preußischen Bauakademie“ (gebaut von Karl Friedrich Schinkel, 1836) war aus der 1918 von Friedrich Naumann, Max Weber u. a. als private, liberal- und sozialdemokratisch orientierte Einrichtung der „Erziehung zur Politik“ gegründeten „Staatsbürgerschule“ hervorgegangen und gehörte zu den fortschrittlichsten Einrichtungen ihrer Art in der Weimarer Republik. Berufstätige ohne weiteren Befähigungsnachweis konnten sich hier in verschiedenen Stufen bis zu einem akademischen Abschluss weiterqualifizieren. Im Trägerverein der Schule engagierten sich Rudolf Hilferding und Hans Delbrück, später auch der Otto Braun und Erich Koch-Weser. Intensiv bemühte man sich um einen fächerübergreifenden Studienansatz. Einer der hauptamtlichen Studienleiter war viele Jahre lang der spätere Bundespräsident Theodor Heuss. Die Hochschule wurde 1933 gleichgeschaltet und 1935 in die „Friedrich Wilhelm Universität“ Berlin integriert. 1948 eröffnete man sie unter der Leitung von Otto Suhr als „Deutsche Hochschule für Politik“ ein zweites Mal, um sie 1959 als Teil des „Otto-Suhr-Instituts“ in die „Freie Universität (FU) Berlin“ aufzunehmen.
Die „Hochschule für Politik“ sollte Hans Beutz’ Engagement für die Erwachsenenbildung und die Hochschulplanungen in Wilhelmshaven nach 1945 nachhaltig beeinflussen. Am „Sozialpolitischen Seminar“ der Hochschule studierte er in den Fächern Betriebs- und Volkswirtschaftslehre, Staats- und Verwaltungsrecht, Wirtschafts- und Handelsrecht sowie Zeitungswissenschaften. Seine Abschlussarbeit trug den Titel „Das Arbeitslosenfürsorgeproblem seit 1918“. Im Jahr 1931 absolvierte er einen ersten Auslandsstudienaufenthalt (summer school) in Oxford.
Aus politischen Gründen musste Hans Beutz, der sich auch im sozialdemokratischen Reichsbanner-Bund engagierte, schon bald nach der Machtergreifung durch die Nationalsozialisten 1933 seinen Arbeitsplatz bei der Angestelltengewerkschaft und sein Studium aufgeben. Den Lebensunterhalt verdiente er sich von nun an zunächst mit der Abonnentenwerbung für Versicherungszeitschriften.

### Auslandsaufenthalte und Kriegsjahre
Noch auf Vermittlung der Gewerkschaften hatte er ein einjähriges Stipendium am „Fircroft-College“, einer Erwachsenenbildungsstätte in Selly Oak nahe Birmingham im Vereinigten Königreich erhalten und studierte dort 1934 Volkswirtschaft, Geschichte, Soziologie und Internationales Recht. Aus grundsätzlichen Erwägungen lehnte er den Eintritt in die britische Armee ebenso ab wie die Emigration in die USA. In Birmingham vermittelte man ihm ein weiteres, zweisemestriges (1935 bis 1936 dauerndes) Stipendium an der „Internationalen Volkshochschule“ (englisch International People’s College) im dänischen Helsingør. Danach arbeitete Hans Beutz von 1934 bis 1936 als Lehrer (Sprachendozent) und Verwaltungskraft an der „Sozialen Volkshochschule“ im dänischen Nærum bei Kopenhagen. Die Jahre im Ausland und in der politischen Erwachsenenbildung sollten ihn ein Leben lang prägen. Neben Deutsch, Englisch, Französisch und Dänisch sprach er auch Schwedisch.
Ende 1936 kehrte Hans Beutz nach Berlin zurück und war ab 1937 zunächst als Verkaufsleiter einer Vertriebsgesellschaft für Propangas und die Gewerkschaft Gloria tätig. Am 1. März 1939 wechselte er in die Verwaltung des „Theaters am Nollendorfplatz“, verantwortlich für die Rechnungsführung und -prüfung, später als stellvertretender Verwaltungsleiter. Mit Kriegsbeginn wurde er wegen seiner Sprachkenntnisse als wissenschaftlicher Hilfsarbeiter ins „Forschungsamt“, die Auslandsaufklärung des Reichsluftfahrtministeriums in Berlin, einberufen und von 1939 bis zum Kriegsende 1935 als Referent eingesetzt.

### Wieder in Wilhelmshaven
Unmittelbar nach Kriegsende kehrte Hans Beutz nach Wilhelmshaven zurück, um nach seinen Eltern zu sehen. Seine Weggefährten von früher und der von der britischen Militärregierung eingesetzte Oberbürgermeister Friedrich Paffrath baten ihn jedoch, bei der Zusammenarbeit mit den Briten und beim Neuaufbau der Stadtverwaltung zu helfen. Am 6. Juli 1945 erhielt Hans Beutz – nicht zuletzt wegen seiner Sprachkenntnisse – bei der Stadt Wilhelmshaven eine Anstellung im Verbindungsbüro zur Militärregierung. Ein Vierteljahr später – am 1. Oktober 1945 – ernannte man ihn zum Stadtrat der in Wiederaufbau befindlichen Stadtverwaltung. Er übernahm die Verantwortung für die Jugendwohlfahrt, das Presse- und Verkehrswesen, später auch die städtischen Wirtschaftsbetriebe, vor allem aber für die „Kulturpflege“.
Als Kulturdezernent wurde Hans Beutz für die nächsten 15 Jahre einer der wesentlichen Gestalter des kulturellen Neuanfangs im Wilhelmshaven der Nachkriegszeit. Im Vordergrund stand dabei naturgemäß der Neuaufbau der kulturellen Einrichtungen in der vom Krieg zerstörten Stadt. Gerade nach den traumatischen Erfahrungen des Krieges war das Bedürfnis der Menschen nach kultureller Anregung und Reflexion besonders stark. Vor allem aber ging es auch um die Förderung von Erziehung und Bildung für die Demokratie – gerade in der Auseinandersetzung mit den Folgen der nationalsozialistischen Diktatur – um die Förderung kultureller Angebote, die es in Deutschland mehr als zwölf Jahre nicht mehr gegeben hatte.
Die Kulturpolitik in Wilhelmshaven stand in jenen Jahren vor großen Herausforderungen: die frühere „Rüstungsschmiede des Reiches“, der ausschließliche Kriegshafen musste sich vollkommen neue wirtschaftliche Existenzgrundlagen schaffen: Leichtindustrie, Hafenwirtschaft, Tourismus, Landwirtschaft und nicht zuletzt wissenschaftliche und kulturelle Institute. Kulturelle Einrichtungen sollten zwar auch einen Beitrag zur Stadtökonomie leisten, vor allem aber sollten sie das Bild der Stadt als „Stadt des Friedens“ neu prägen. So gesehen war der kulturelle Neuanfang untrennbar verbunden mit dem „neuen“ Wilhelmshaven der Nachkriegszeit.

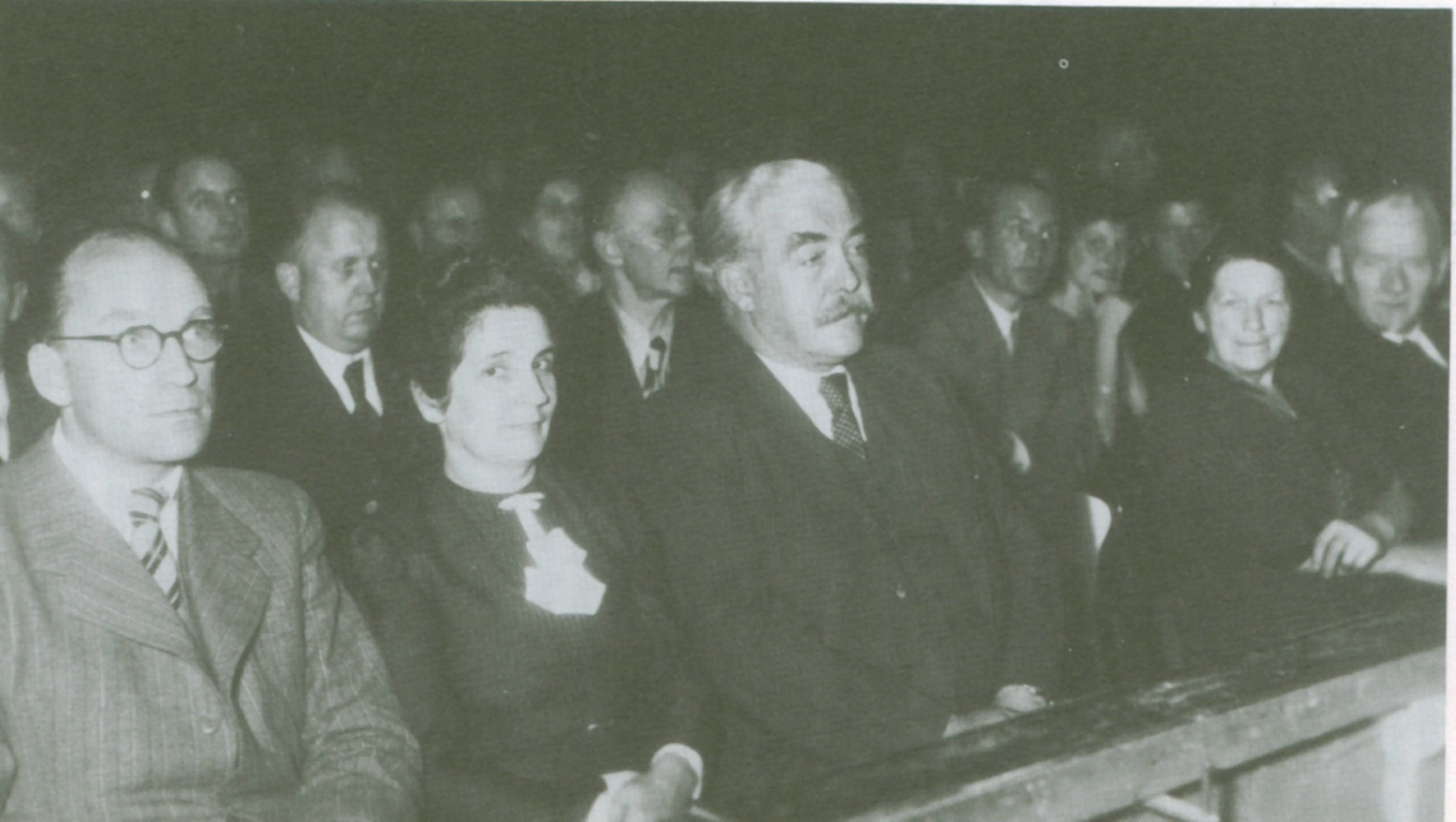
Hans Beutz und Ministerpräsident Hinrich Wilhelm Kopf, 1947

Vor diesem Hintergrund entstand – angeregt vom damaligen britischen Marinebefehlshaber in Wilhelmshaven Captain Edward R. Conder (RN) – der Plan für eine Universität, zunächst gedacht in der früheren Kasernenanlage am Mühlenweg. Hans Beutz entwickelte daraus seine persönliche Agenda, die er in den folgenden Jahren zusammen mit Oberbürgermeister Reinhard Nieter und dem Rat der Stadt Wilhelmshaven auf den Weg brachte. Eine Universität in Wilhelmshaven wurde nicht umgesetzt, doch in Wilhelmshaven-Rüstersiel entstand auf einem Campus im College-Stil die „Hochschule für Arbeit, Politik und Wirtschaft“, an der Beutz von 1949 bis 1955 Lehrbeauftragter war, nicht zufällig nach einer ‚Blaupause’ der „Hochschule für Politik“ in Berlin ohne akademische Zugangsvoraussetzungen und mit einem fächerübergreifenden sozialwissenschaftlichen Studienansatz. Ihr Gründungsrektor war Wolfgang Abendroth.
Hans Beutz gründete zahlreiche kulturelle Initiativen persönlich und unterstützte sie mit den Möglichkeiten, die ihm sein Amt bot, unter anderem den „Verein der Kunstfreunde für Wilhelmshaven“ im November 1945, den Verein „Volkshochschule Wilhelmshaven“ im Dezember des gleichen Jahres und im Juni 1947 die „Nordwestdeutsche Universitätsgesellschaft“, deren Vorsitzender er bis 1960 war. Auch wenn er alle kulturellen Disziplinen gleichermaßen förderte, so blieb er der Erwachsenenbildung doch im Besonderen zugewandt. So gehörte er 1947 zu den Mitbegründern des „Niedersächsischen Landesverbandes der Volkshochschulen“, dessen Vorsitzender er wurde, und 1949 als Mitbegründer der Arbeitsgemeinschaft des deutschen Volkshochschul-Verbandes auch des „Deutschen Bundes für Erwachsenenbildung“. Der Neubau für die Volkshochschule und die Stadtbücherei – erstmals unter einem Dach, eingeweiht 1962 – ging auf seine Initiative zurück. Zudem veröffentlichte er Wilhelmshaven. Einiges aus Vergangenheit und Gegenwart.

### Regierungspräsident in Aurich
Seit dem 1. März 1947 war Hans Beutz als Stadtdirektor von Wilhelmshaven zugleich allgemeiner Vertreter des Oberstadtdirektors. 1960 verließ er die Stadt Wilhelmshaven und übte bis 1974 das Amt des Regierungspräsidenten von Ost-Friesland in Aurich aus. Zu seinen Arbeitsschwerpunkten gehörten der Bau von Schulen, die Raumordnung in Ostfriesland, die Schaffung leistungsfähigerer Kommunen sowie der Natur- und Landschaftsschutz. Ein besonderes Anliegen war ihm die spürbare Verbesserung des Bildungsangebots, leistungsfähigere Grundschulen und weiterführende Schulen. Auch die Ansiedlung des Volkswagenwerks in Emden trug seine Handschrift. Hans Beutz „ließ auf Ostfriesland nichts kommen. […] Wenn heute Ostfriesland als sympathisch, traditionsverwurzelt und kulturreich empfunden wird, dann gehört Hans Beutz mit in die erste Reihe der Männer und Frauen, die dafür den Samen gestreut haben.“ (Horst Milde)

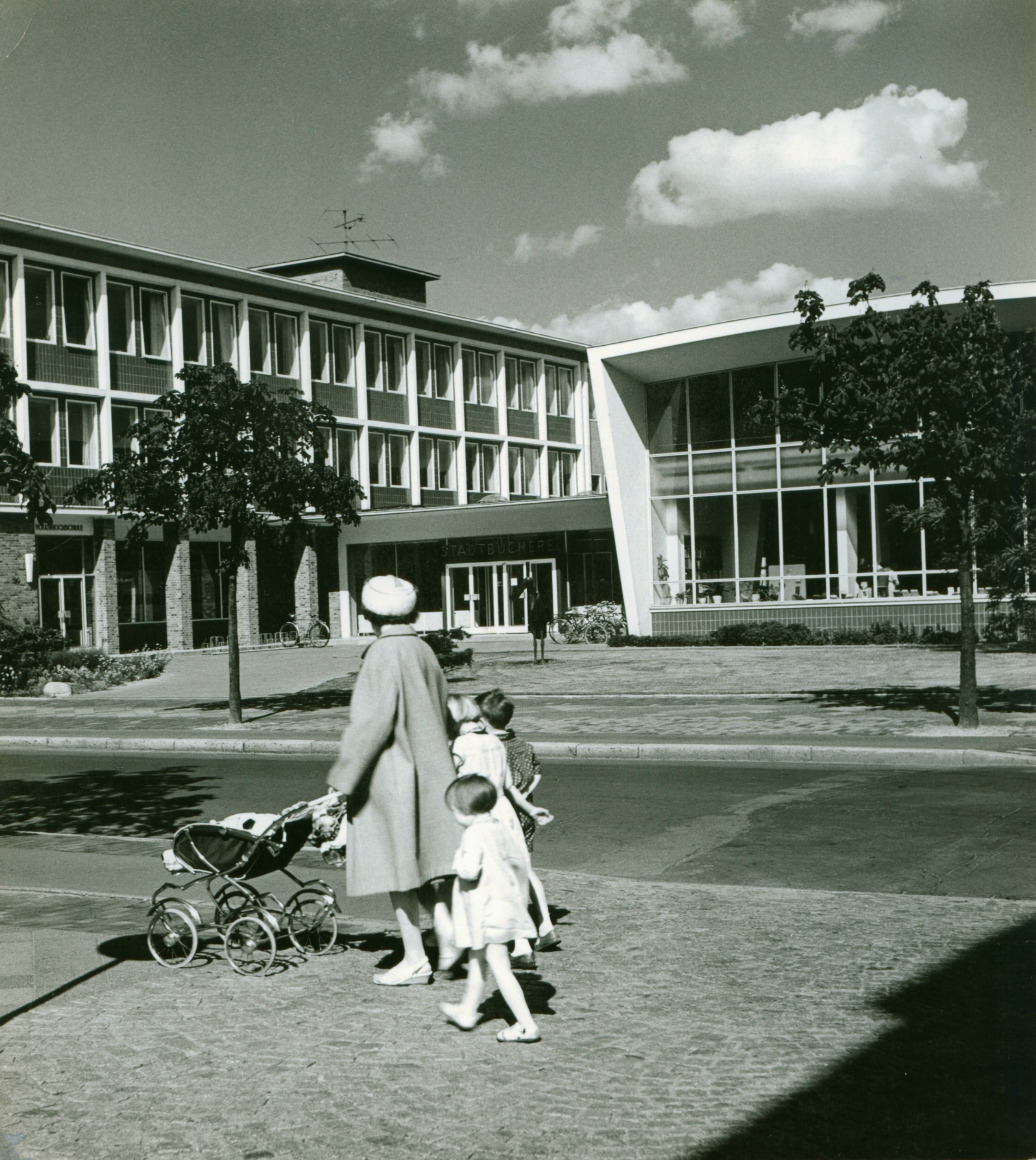
Volkshochschule und Stadtbücherei Wilhelmshaven (Hans Beutz Haus)

Im Jahr 1989 riefen Hans Beutz und seine Frau Edith Beutz-Thedinga, mit der er ein Kind hatte, eine „Stiftung für Verdienste um Erziehung und Bildung im Ems-Jade-Gebiet“ ins Leben. Damit haben sie die Ideale der Nachkriegszeit, den Stellenwert von Bildung und Erziehung gerade für die Zukunft festgeschrieben. Optional bedachten sie auch mögliche deutsche Stipendiaten am Fircroft-College in Birmingham. Die Hans-Beutz-Stiftung zeichnet seitdem regelmäßig Schulen und andere Bildungseinrichtungen für besondere Initiativen und Projekte im Bildungsbereich aus.

## Ehrungen
1973 wurde Hans Beutz mit dem Großen Bundesverdienstkreuz ausgezeichnet.
Anlässlich seines 100. Geburtstages im Jahre 2009 ehrte die Stadt Wilhelmshaven ihren langjährigen Stadtdirektor und Kulturdezernenten damit, das Hauptgebäude der Volkshochschule und der Stadtbücherei Wilhelmshaven in Hans Beutz Haus umzubenennen.